# Haiger
Haiger est une ville d'Allemagne, située dans l'arrondissement de Lahn-Dill, dans le district de Giessen et le land de Hesse.

## Quartiers
- Allendorf
- Dillbrecht
- Fellerdilln
- Flammersbach
- Haiger (Kernstadt)
- Langenaubach
- Niederroßbach
- Oberroßbach
- Offdilln
- Rodenbach
- Sechshelden
- Seelbach
- Steinbach
- Weidelbach

## Histoire
| Appartenances historiques Comté de Nassau-Dillenbourg 1311-1654 Principauté de Nassau-Dillenbourg 1654-1739 Principauté d'Orange-Nassau 1739-1806 Grand-duché de Berg 1806-1813 Principauté d'Orange-Nassau 1813-1815 Duché de Nassau 1815-1866 Royaume de Prusse (Province de Hesse-Nassau) 1866-1918 République de Weimar 1918-1933 Reich allemand 1933-1945 Allemagne occupée 1945-1949 Allemagne 1949-présent |

## Jumelages
La ville de Haiger est jumelée avec :
- Montville (France) depuis 1991 ;
- Plombières-lès-Dijon (France) depuis 1964 (jumelage avec l'ancienne commune de Sechshelden).